# Bonelliopsis minutus
Bonelliopsis minutus är en djurart som tillhör fylumet skedmaskar, och som beskrevs av DattaGupta, A.K. 1981. Bonelliopsis minutus ingår i släktet Bonelliopsis och familjen Bonelliidae. Inga underarter finns listade i Catalogue of Life.